# ビジネスキャッチ
『ビジネスキャッチ』は、2016年11月2日から2017年3月28日まで、千葉テレビ放送（チバテレ）で放送されていた情報ビジネス番組である。ただし、チバテレは制作に関わっておらず、後述のエムコンサルティンググループ株式会社が制作著作である。

## 概要
チバテレで放送されており、放送時間は毎週火曜日11:30 - 12:00の30分となっている。
内容としては、チバテレでは多く放送されている、1つの企業の代表者との対談形式の番組である。「キャッチ」とは、野球のボールキャッチとかけており、出演者も岩本勉またはパンチ佐藤といった元プロ野球選手となっている。
2017年3月で番組は終了。2017年4月以降は同じくエムコンサルティンググループ株式会社制作で、チバテレで放送される事実上の後継番組として、こちらも同じく元プロ野球選手の元木大介が出演する『元木大介がセレクト!ビジネス隠し玉企業2017』が放送される（ただし放送時間は土曜12:30に移動）。

## 出演者
- MC（毎週どちらか1名が出演）
  - 岩本勉
  - パンチ佐藤
- アシスタント
  - あやまん監督（唯一、毎週出演のレギュラー）
  - 週替わりで若手イケメン俳優1名
  - 浅香美咲
  - 西青子
  - 相馬ルイ

## 主なコーナー
- ビジネスノック診断
企業の方々の自信の商品やサービスを診断するコーナー
- ビジネスドラフト会議
今、注目の商品やサービスをジャッジ90点以上の場合ドラフト成立となり、番組認定となる

## スタッフ
- ナレーター：あおい
- 構成：荒井靖裕
- CAM：古川祥行、市川大祐
- 音声：工藤滉生
- 編集：森崎荘三
- MA：有澤邦博
- 技術協力：テックサービス、スタジオナオ
- 撮影協力：ボナスタジオ
- ディレクター：下村直人
- AP：細野潤一
- キャスティング：宮越香司
- プロデューサー：高木征太郎
- エグゼクティブプロデューサー：立川光昭
- 協力：株式会社バイオテクノロジービューティー、スピーチジャパン、デジタルクエスト、毛利貴之
- 制作：ブレインウォッシュ
- 製作著作：エムコンサルティンググループ株式会社